# جرج رابرت واترهاوس
جرج رابرت واترهاوس (به انگلیسی: George Robert Waterhouse)،(زاده ۶ مارس ۱۸۱۰ – درگذشته ۲۱ ژانویه ۱۸۸۸) طبیعی‌دان انگلیسی و نگهبان بخش زمین‌شناسی و بعدها مسئول موزهٔ انجمن جانورشناسی لندن بود.

## زندگی اولیه
جرج در سامرزتاون به دنیا آمد، او فرزند جیمز ادواردز واترهاوس و مری نیومن بود. پدرش منشی وکیل و حشره‌شناس آماتور بود. او برادر فردریک جرج واترهاوس بود که او هم یک جانورشناس شد. جرج در کوئکولبرگ نزدیک بروکسل به مدرسه رفت. او در ۱۸۲۴ به انگلستان بازگشت و شاگرد یک معمار شد. قسمتی از کار طراحی باغ چارلز نایت در ویل هلث، همپستید و تزئینات کلیسای دونستان بود.

## تاریخ طبیعی

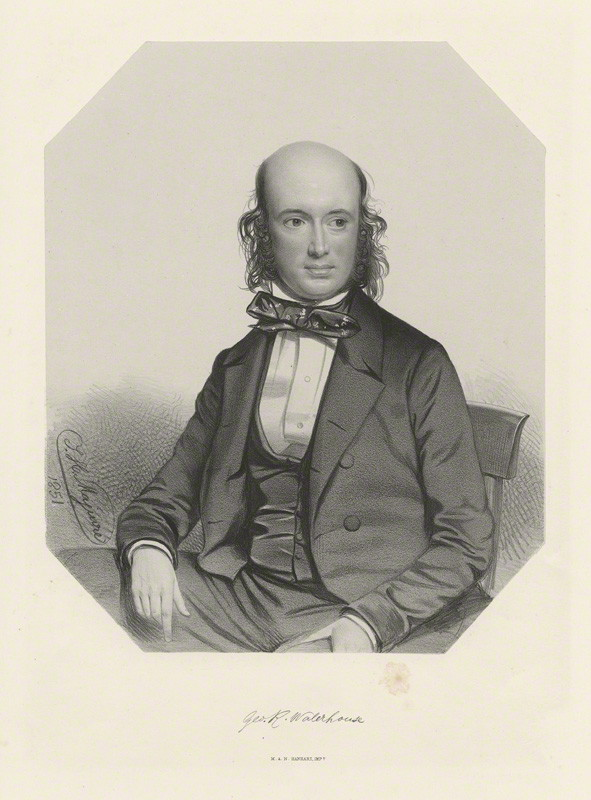
تصویر جرج حدود ۱۸۵۱ توسط توماس هربرت مگوایر

جرج از طریق پدرش به حشره‌شناسی علاقه‌مند شد و در ۱۸۳۳ انجمن حشره‌شناسی لندن را به همراه فردریک ویلیام هوپ بنیان گذاشت و خودش مسئول افتخاری موزه و در سالهای ۱۸۴۹ و ۱۸۵۰ رئیس آنجا شد. او مقالاتی را برای دائرةالمعارف پنی‌نایت نوشت. در سال ۱۸۳۵ مؤسسه سلطنتی در لیورپول او را به مدیریت موزهٔ خود منصوب کرد، و در سال ۱۸۳۶ او این شغل را با پستی در انجمن جانورشناسی لندن عوض کرد. کار اولیه‌اش فهرست کردن پستانداران در موزه بود گرچه او کارش را سال بعدی تکمیل کرد، ولی کارش منتشر نشد چون از سیستم پنج پنجی رایج در آن زمان پیروی نکرده بود.
او برای پیوستن به چارلز داروین در سفر با کشتی بیگل دعوت شد اما آن را رد کرد. پس از بازگشت داروین مجموعه گردآوری شدهٔ پستانداران و سوسک‌ها به او واگذار شد. در نوامبر ۱۸۴۳ او دستیار بخش کانی‌شناسی موزه تاریخ طبیعی لندن شد. در سال ۱۸۵۱ به دنبال درگذشت چارلز کونیگ نگهبان شد و این پست را تا زمان بازنشستگی‌اش در سال ۱۸۸۰ به عهده داشت.
او در تاریخ ۲۱ دسامبر ۱۸۳۴ با الیزابت ان دختر جی.ال. جِی گریسباخ ویندسور ازدواج کرد. او در ۲۱ ژانویه ۱۸۸۸ در پاتنی درگذشت.
واترهاوس نویسندهٔ کتاب تاریخ طبیعی پستانداران است. (۱۸۴۸–۱۸۴۶) است. کار که در سال ۱۸۴۴ شروع شده بود به کندی پیش می‌رفت، چون ناشر اصلی که فرانسوی بود آن را درک نمی‌کرد. زمانی که او موزه‌دار بود نمونهٔ مشهور آرکئوپتریکس کشف شد. دو جلد از کتاب او در مورد کیسه‌داران و جوندگان بود. نامبت و همستر طلائی از جمله گونه‌های متعددی است که او شرح داده‌است. او همچنین در سال ۱۸۴۲ در نوشتن کتاب گونه‌های جانوری به لویی آگاسی کمک کرد.

## آثار منتشر شده
- . (1839),  Charles Darwin (ed.), The Zoology of the Voyage of H.M.S. Beagle during the years 1832-1836., vol. Part II: Mammalia, London: Smith, Elder & Co, retrieved 19 October 2017{{citation}}:  CS1 maint: numeric names: فهرست نویسندگان (link)
- . (1845), "Descriptions of Colepterous Insects collected by Charles Darwin, Esq. , in the Galapagos Islands", Annals and Magazine of Natural History, 16: 19–41, retrieved 10 March 2013{{citation}}:  CS1 maint: numeric names: فهرست نویسندگان (link)
- . (1846), A Natural History of the Mammalia, vol. Vol I: Marsupiata, or Pouched Animals, London: Hippolyte Bailliere, retrieved 10 March 2013 {{citation}}: |volume= has extra text (help)CS1 maint: numeric names: فهرست نویسندگان (link)
- . (1848), A Natural History of the Mammalia, vol. Vol II: Rodentia, or Gnawing Mammalia, London: Hippolyte Bailliere, retrieved 10 March 2013 {{citation}}: |volume= has extra text (help)CS1 maint: numeric names: فهرست نویسندگان (link)